# Viggo Mortensen
Viggo Peter Mortensen Jr. (New York, 20 ottobre 1958) è un attore, poeta, fotografo, pittore, musicista e regista statunitense. Famoso per il ruolo di Aragorn nella trilogia de Il Signore degli Anelli, si è distinto anche per la sua importante collaborazione con il regista David Cronenberg, per il quale ha recitato in quattro film: A History of Violence, La promessa dell'assassino, A Dangerous Method e Crimes of the Future. Tra gli altri film in cui ha recitato vi sono Witness - Il testimone, Carlito's Way, Soldato Jane, Appaloosa e The Road. Ha ricevuto tre candidature al Premio Oscar al miglior attore: nel 2008 per La promessa dell'assassino, nel 2017 per Captain Fantastic e nel 2019 per Green Book.
Ha esordito alla regia nel 2020 con Falling - Storia di un padre.

## Biografia
Nato nel Lower East Side di Manhattan, è il maggiore dei tre figli di Grace Gamble (nata Atkinson) e Viggo Peter Mortensen Sr. La madre è statunitense, mentre il padre è danese: i due si sono conosciuti durante una vacanza a Oslo, in Norvegia, e successivamente si sono sposati nei Paesi Bassi con una cerimonia luterana. Suo nonno materno era della Nuova Scozia, Canada, mentre la nonna paterna era di Trondheim, Norvegia. Trascorre l'infanzia in giro per il mondo, a causa del lavoro paterno, vivendo in Venezuela, Danimarca e Argentina. Stabilitosi con la famiglia in Argentina, impara a parlare lo spagnolo. In quegli anni il padre gestiva una fattoria e lavorava per aziende agricole che allevavano polli. Sempre in quegli anni nascono i suoi due fratelli minori, Charles e Walter, che oggi lavorano come geologi.
Quando Mortensen aveva undici anni i genitori divorziarono:  la madre tornò a New York, mentre lui e il padre si trasferirono a Copenaghen. Padre e figlio tornarono presto negli Stati Uniti d'America, dove Mortensen si diplomò presso la Watertown High School a Watertown, nello stato di New York. Alla Watertown High School praticò diverse attività sportive, come nuoto e tennis; inoltre proprio in quegli anni iniziò ad appassionarsi di fotografia. A diciassette anni, dopo una bevuta con gli amici, venne coinvolto in una rissa in cui si procurò un profondo taglio appena sopra il labbro superiore a causa di un filo spinato. La ferita è stata in seguito ricucita con diversi punti, lasciandogli una cicatrice che si porta dietro da quel giorno. Nel 1976 Mortensen frequentò la St. Lawrence University, dove si laureò in scienze politiche e letteratura spagnola.
Nel 1980 lavorò come traduttore per la squadra svedese di hockey su ghiaccio durante le Olimpiadi invernali, tenutesi a Lake Placid. Terminati gli studi tornò in Danimarca, dove per qualche tempo lavorò come camionista, barista, cameriere e fioraio, ma poi ritornò nuovamente negli Stati Uniti con l'intento di avviare la propria carriera di attore.

### Carriera cinematografica

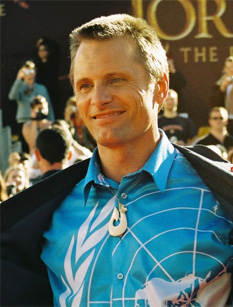
Viggo Mortensen a Wellington per l'anteprima de Il Signore degli Anelli - La Compagnia dell'Anello (2001)

Dopo aver studiato alla Warren Robertson's Theatre Workshop e dopo diverse esperienze teatrali, si trasferì in cerca di fortuna a Los Angeles, dove ottenne le prime marginali comparsate televisive. Inoltre si sottopose a numerosi provini: tra i tanti si presentò al casting per il ruolo di Tarzan in Greystoke - La leggenda di Tarzan, il signore delle scimmie di Hugh Hudson, ma fu scartato. È nel 1985 che ottenne il suo primo ruolo cinematografico, quello di un agricoltore amish nel film di Peter Weir Witness - Il testimone; l'anno precedente aveva già debuttato nel film Swing Shift - Tempo di swing di Jonathan Demme, ma in fase di montaggio la scena venne tagliata. La stessa sorte toccò al piccolo ruolo affidatogli ne La rosa purpurea del Cairo di Woody Allen, che venne eliminato nella fase di post-produzione. Un'altra delusione a inizio carriera fu la mancata parte in Platoon di Oliver Stone, dove doveva interpretare il ruolo del Sergente Elias, che venne poi affidato a Willem Dafoe. Negli anni seguenti Mortensen si divise tra teatro e televisione, partecipò a un episodio di Miami Vice e per qualche tempo recitò nella soap opera Aspettando il domani, dove ricopriva il ruolo di Bragg; inoltre recitò in film minori definiti di cassetta come Non aprite quella porta 3.
Nel 1991 ottenne un ruolo di rilievo in Lupo solitario, esordio alla regia dell'attore Sean Penn, la cui trama è ispirata alla canzone di Bruce Springsteen Highway Patrolman, inclusa nell'album Nebraska del 1982. Nel film Mortensen recitò al fianco di David Morse, Valeria Golino e Dennis Hopper. Due anni più tardi fu al fianco di Al Pacino in Carlito's Way di Brian De Palma. Negli anni seguenti partecipò a film come Sinistre ossessioni di Philip Ridley e Allarme rosso di Tony Scott. Nel 1995 vestì i panni di Lucifero ne L'ultima profezia di Gregory Widen, che lo
vedeva in lotta con un inedito e altrettanto malefico Arcangelo Gabriele/Christopher Walken; l'anno seguente fu Caspar Goodwood in Ritratto di signora e partecipò all'esordio alla regia di Kevin Spacey con Insoliti criminali.
Nel 1996 si dedicò a due blockbuster, ovvero Daylight - Trappola nel tunnel con Sylvester Stallone e Soldato Jane con Demi Moore, mentre nel 1997 recitò nella produzione spagnola La pistola de mi hermano, dove poté mettere in mostra il suo fluente spagnolo. Nel 1998, invece, prese parte a due remake, Delitto perfetto, rifacimento de Il delitto perfetto di Alfred Hitchcock, e Psycho di Gus Van Sant, rifacimento shot-for-shot di Psyco, anch'esso diretto da Hitchcock, Mortensen recita nella parte di Sam Loomis, interpretato nell'originale da John Gavin. Nel 1998 partecipa a La sottile linea rossa, ma il regista Terrence Malick elimina la sua scena dal montato finale.

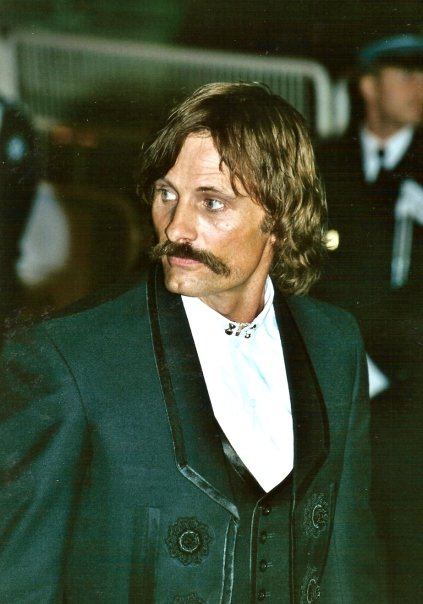
Viggo Mortensen al Festival di Cannes 2005

Con alle spalle un curriculum di tutto rispetto, Mortensen ha la vera e propria consacrazione a livello internazionale grazie al ruolo di Aragorn nella trilogia cinematografica de Il Signore degli Anelli. Nei tre capitoli diretti da Peter Jackson, La Compagnia dell'Anello, Le due torri e Il ritorno del re, Mortensen veste i valorosi panni di Aragorn, discendente di Isildur ed erede al trono di Gondor, non incline a prendere in mano il proprio destino. Inizialmente per il ruolo di Aragorn era stato scelto l'attore Stuart Townsend, che venne in seguito licenziato perché ritenuto troppo giovane per il personaggio. Mortensen, inoltre, era dubbioso se accettare o no il ruolo, perché questo avrebbe causato un lungo periodo di lontananza dal figlio; fu proprio il figlio Henry, grande fan di J. R. R. Tolkien e della sua trilogia, a spingerlo ad accettare.
Dopo il successo internazionale della trilogia di Jackson, l'attore si cimenta con altri ruoli di eroi disincantati, come nel film Oceano di fuoco - Hidalgo, storia di Frank Hopkins e del suo cavallo di razza mustang chiamato Hidalgo, segue il capitano Diego Alatriste ne Il destino di un guerriero, personaggio nato dalla penna di Arturo Pérez-Reverte. Prima del capitano Alatriste, nel 2004 viene diretto da David Cronenberg in A History of Violence, storia di un tranquillo e pacifico proprietario di un piccolo ristorante che cerca di non far emergere il proprio passato. L'esperienza con Cronenberg è positiva, tanto che già nel 2007 tornano a lavorare assieme ne La promessa dell'assassino: in questo caso Mortensen è Nikolai Luzhin, un imperturbabile autista ipertatuato al servizio della Vor v zakone, la mafia russa. Per la sua interpretazione, destinata a entrare della storia del cinema, l'attore si è guadagnato il plauso di pubblico e critica, tanto da vincere un British Independent Film Award e un Satellite Award ed essere candidato al Golden Globe e agli Oscar 2008. In gara per l'ambita statuetta, oltre a lui, vi sono George Clooney, Johnny Depp, Tommy Lee Jones; l'Oscar viene assegnato a Daniel Day-Lewis per la sua interpretazione ne Il petroliere.
Nel 2008 è impegnato nel western Appaloosa, diretto da Ed Harris, inoltre recita la parte di un professore di letteratura affascinato dal Partito nazista in Good - L'indifferenza del bene, produzione europea basata sull'omonima piéce teatrale di C.P. Taylor. Nel 2009 è protagonista di The Road, adattamento cinematografico del romanzo di Cormac McCarthy La strada. Mortensen interpreta un padre, che insieme al figlio lotta per la sopravvivenza in uno scenario postapocalittico.
Nel 2011 collabora nuovamente con David Cronenberg in A Dangerous Method, dove Mortensen ricopre il ruolo dello psicanalista austriaco Sigmund Freud.
Nel 2012 compare nel film On The Road, nel 2014 è protagonista di Todos tenemos un plan, de I due volti di gennaio, Jauja e di Loin des hommes.
Nel 2016 è protagonista di Captain Fantastic nel ruolo dell'alternativo padre di famiglia Ben Cash, che gli fa guadagnare la seconda candidatura all'Oscar per il miglior attore.
Nel 2018 interpreta Tony Lip nel successo planetario Green Book; il film viene premiato come miglior film ai Premi Oscar 2019 e Mortensen viene candidato come miglior attore protagonista.
Nel 2020 debutta come regista e sceneggiatore nel film Falling, nel quale è anche protagonista.

### Arte e musica
Nel 1982 interpreta il ruolo di Franky nel video del brano di Bruce Springsteen "Highway Patrolman" tratto dall'Album Nebraska, recitando assieme a David Morse e Valeria Golino.

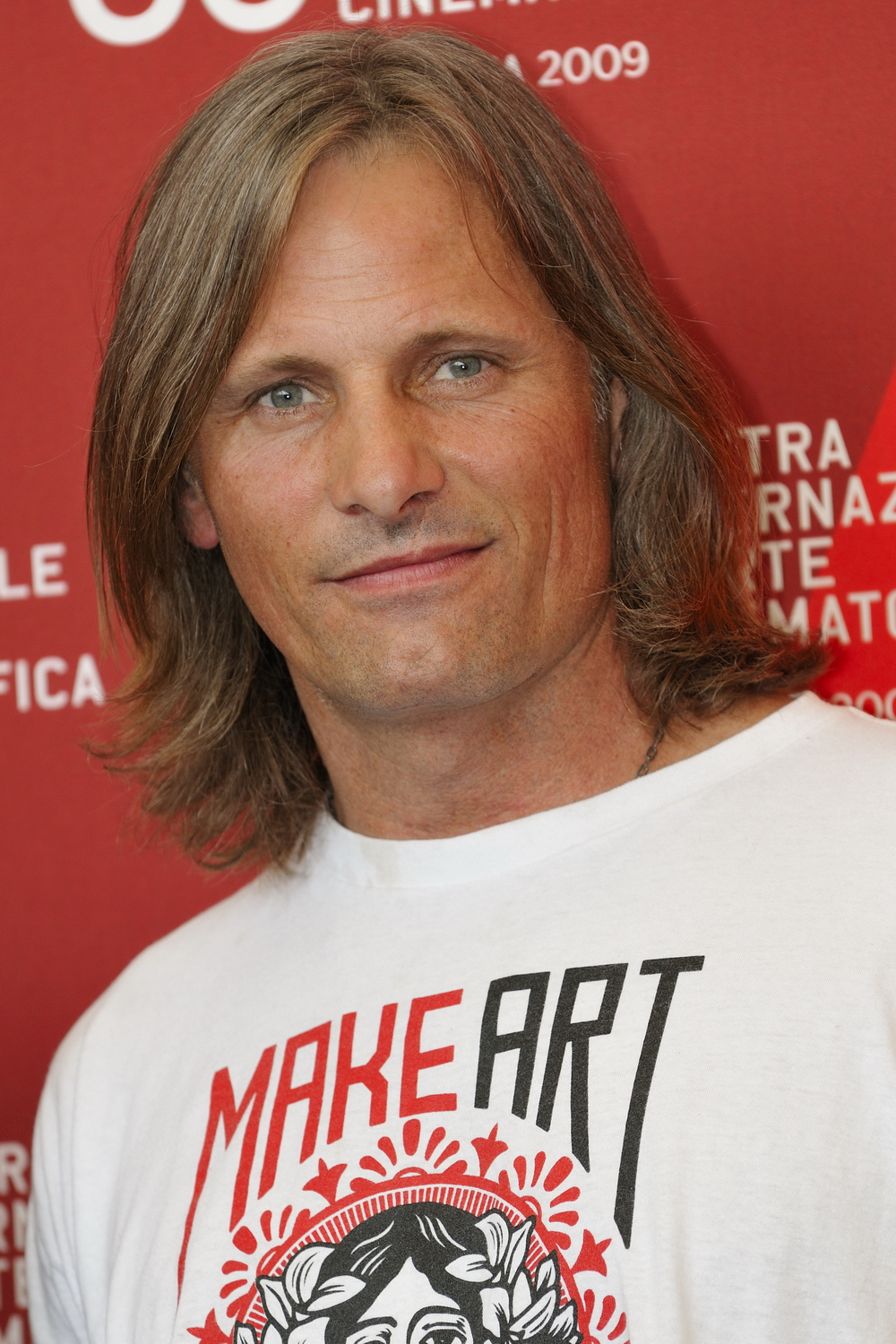
Viggo Mortensen alla 66ª Mostra internazionale d'arte cinematografica di Venezia (2009)

Oltre l'attività attoriale, Mortensen è uno stimato fotografo, poeta, pittore e musicista. Tra i lavori dell'attore, vi sono diverse pubblicazioni di poesie, libri fotografici e dipinti. Nel 1993 pubblica la sua prima raccolta di poesie intitolata Ten Last Night. Grazie all'interessamento dell'amico Dennis Hopper, con cui ha recitato in Lupo solitario e Limite estremo, ha modo di mostrare al pubblico i suoi scatti realizzati negli anni settanta, allestendo una personale intitolata Errant Vine alla Robert Mann Gallery di New York.
Con una parte del compenso, ottenuto per la trilogia de Il Signore degli Anelli, nel 2002 assieme all'amica Pilar Perez, ha fondato la casa editrice Perceval Press, nome preso da Parsifal, uno dei Cavalieri della Tavola rotonda. La casa editrice è stata fondata da Mortensen allo scopo di valorizzare e aiutare giovani artisti, che hanno difficoltà a proporre i propri lavori. La Perceval Press è anche il luogo dove si sviluppano i progetti extra cinematografici di Mortensen. Sempre nel 2002 pubblica un catalogo delle sue opere, che raccoglie fotografie, dipinti e poesie, inoltre include un diario multimediale realizzato da Mortensen durante il suo soggiorno in Nuova Zelanda, per le riprese de La Compagnia dell'Anello.
Tra le parecchie mostre fotografiche che ha allestito, nel marzo del 2006 allestisce Recent Forgeries presso la Galleria Track 16 a Santa Monica, titolo preso da un libro pubblicato da lui stesso nel 1998 con un'introduzione di Dennis Hopper. La sua passione per ogni forma d'arte lo porta a cimentarsi anche con la musica, egli ha pubblicato 9 CD di musica sperimentale, alcuni realizzati con la collaborazione di Buckethead, ex chitarrista dei Guns N' Roses e pubblicati dall'etichetta statunitense TDRS Music. Nel 2003 pubblica Miyelo, una raccolta fotografica della danza degli spiriti della gente lakota, inoltre racconta gli eventi che portarono al massacro di Wounded Knee.

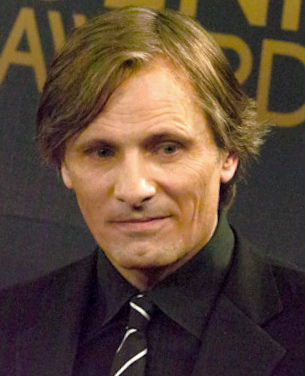
Viggo Mortensen ai Genie Awards 2012

Nel 2004, pubblica il libro fotografico The Horse is Good, interamente dedicato ai cavalli, un'altra grande passione. In questo libro fotografico Mortensen ripercorre la figura del cavallo nelle attività sportive, nel mondo del lavoro o semplicemente come amico e compagno dell'uomo, con scatti realizzati durante la lavorazione di Oceano di fuoco - Hidalgo e in diverse parti del mondo, tra cui Marocco, Islanda, Nuova Zelanda, Danimarca, Brasile, Argentina e molte altre. Nel 2008 ha allestito una mostra fotografica intitolata Skovbo in Islanda, al Reykjavik Museum of Photography, con successiva pubblicazione di un omonimo libro fotografico.
Come pittore, Mortensen realizza spesso dipinti astratti che sono stati esposti in gallerie in tutto il mondo. Tutti i dipinti presenti all'interno del film Delitto perfetto sono realizzati da lui. Nel suo rapporto con l'arte, Mortensen allestisce esperimenti che miscelano tra loro diverse forme d'arte, creando un connubio tra poesie, musica e pittura. Mortensen compare nella colonna sonora de Il Signore degli Anelli - Il ritorno del re, cantando Aragorn's Coronation, di cui ha composto le musiche. Nell'edizione estesa in DVD del film La Compagnia dell'Anello canta la canzone The Lay of Beren and Lúthien.

### Vita privata
Durante la lavorazione del film indipendente Salvation!: Have You Said Your Prayers Today?, conosce la cantante punk Exene Cervenka, del gruppo statunitense X. I due si sposano l'8 luglio 1987. L'anno seguente, il 28 gennaio 1988 diventa padre del suo unico figlio, Henry Blake Mortensen, e dopo la nascita si trasferisce con la famiglia nell'Idaho. Mortensen e la moglie si separano nel 1991 per poi divorziare il 13 marzo 1998.
Ha sempre criticato l'amministrazione George W. Bush, soprattutto riguardo alla politica estera, schierandosi contro il militarismo e la guerra. Ha organizzato raccolte di fondi per sostenere il candidato al congresso per l'area di New York, Bob Johnson nel 2006. Nel gennaio 2008 sostiene Dennis Kucinich alla corsa alla presidenza. Egli è un sostenitore di Christiania e si è sempre detto contrario alla partecipazione della Danimarca alla guerra in Iraq.
Nel 2002 è stato inserito tra le 50 persone più belle del mondo, nella lista stilata dalla rivista People.
Poliglotta, parla nove lingue: fluentemente inglese, danese (sue lingue materne), spagnolo e francese; piuttosto bene italiano, svedese, norvegese, arabo e catalano. Possiede una proprietà vicino a Sandpoint, nell'Idaho, dove trascorre il suo tempo libero lontano da riflettori e coltivando la sua passione per l'equitazione.
È un tifoso sfegatato del San Lorenzo, una squadra di calcio argentina. Più volte si è presentato sui red carpet con bandiere e maglie della squadra. Nel 2006 a Madrid fu scambiato per un tifoso del Barcellona, perché il San Lorenzo ha gli stessi colori. Per difendersi dai tifosi madrileni, ruppe in testa a uno di questi una bottiglia di vino che aveva in una borsa e scappò.

## Filmografia

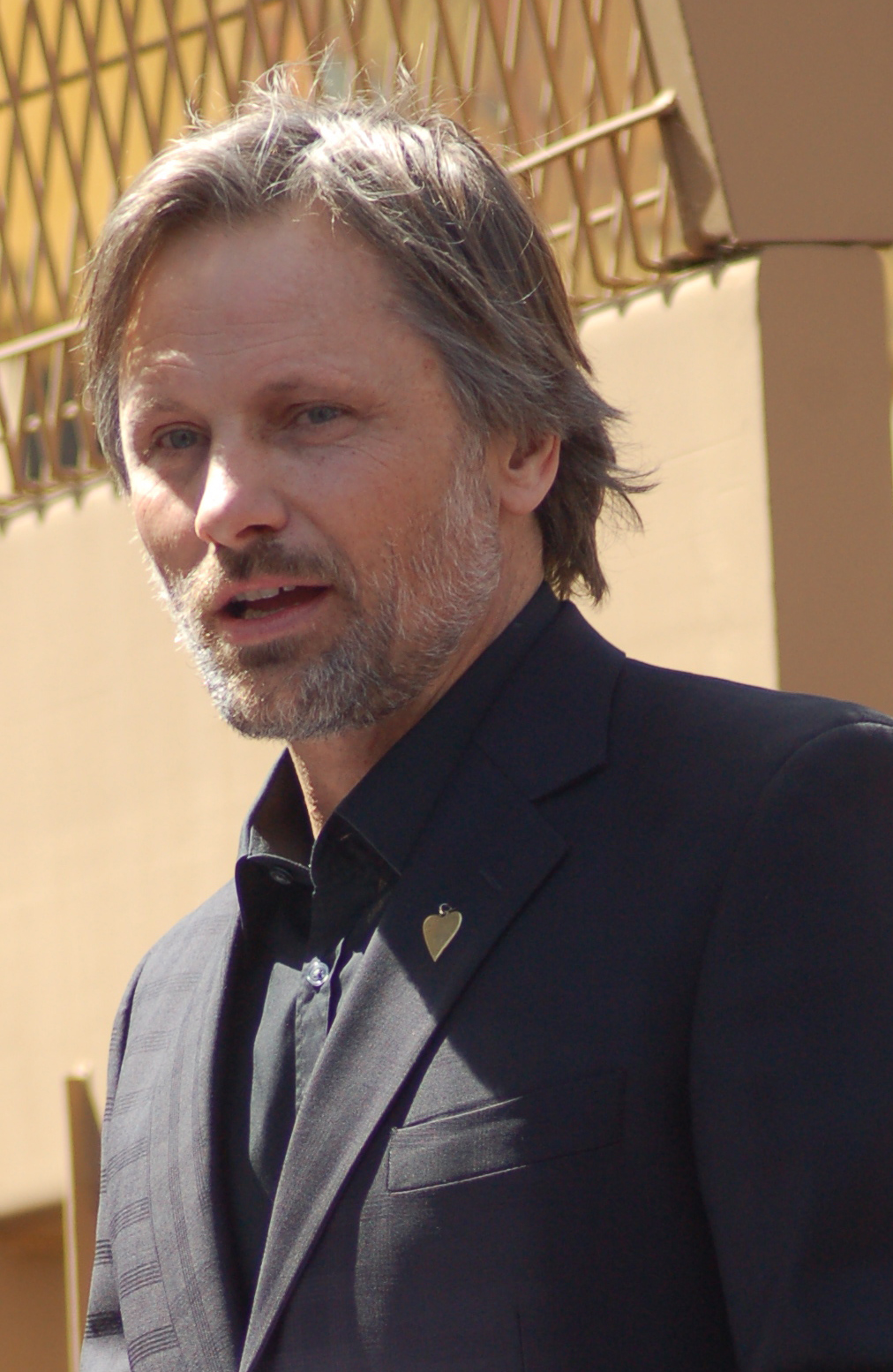
Viggo Mortensen alla cerimonia in cui Dennis Hopper ricevette la star della Hollywood Walk of Fame nel 2010

### Attore

#### Cinema
- Witness - Il testimone (Witness), regia di Peter Weir (1985)
- Salvation!, regia di Beth B. (1987)
- Prison, regia di Renny Harlin (1988)
- Pazzie di gioventù (Fresh Horses), regia di David Anspaugh (1988)
- Tripwire - Sul filo del rasoio (Tripwire), regia di James Lemmo (1990)
- Non aprite quella porta - Parte 3 (Leatherface: Texas Chainsaw Massacre III), regia di Jeff Burr (1990)
- Young Guns II - La leggenda di Billy the Kid (Young Guns II), regia di Geoff Murphy (1990)
- Riflessi sulla pelle (The Reflecting Skin), regia di Philip Ridley (1990)
- Lupo solitario (The Indian Runner), regia di Sean Penn (1991)
- Ruby Cairo, regia di Graeme Clifford (1993)
- Limite estremo (Boiling Point), regia di James B. Harris (1993)
- Young Americans, regia di Danny Cannon (1993)
- Carlito's Way, regia di Brian De Palma (1993)
- American Yakuza, regia di Frank A. Cappello (1993)
- Floundering, regia di Peter McCarthy (1994)
- Gospel According to Harry, regia di Lech Majewski (1994)
- The Crew, regia di Carl Colpaert (1994)
- L'ultima profezia (The Prophecy), regia di Gregory Widen (1995)
- Allarme rosso (Crimson Tide), regia di Tony Scott (1995)
- Sinistre ossessioni (The Passion of Darkly Noon), regia di Philip Ridley (1995)
- Black Velvet Pantsuit, regia di William Butler (1995)
- Gimlet, regia di José Luis Acosta (1995)
- Ritratto di signora (The Portrait of a Lady), regia di Jane Campion (1996)
- Insoliti criminali (Albino Alligator), regia di Kevin Spacey (1996)
- Daylight - Trappola nel tunnel (Daylight), regia di Rob Cohen (1996)
- Soldato Jane (G.I. Jane), regia di Ridley Scott (1997)
- La pistola de mi hermano, regia di Ray Loriga (1997)
- Delitto perfetto (A Perfect Murder), regia di Andrew Davis (1998)
- Psycho, regia di Gus Van Sant (1998)
- A Walk on the Moon - Complice la luna (A Walk on the Moon), regia di Tony Goldwyn (1999)
- 28 giorni (28 Days), regia di Betty Thomas (2000)
- Il Signore degli Anelli - La Compagnia dell'Anello (The Lord of the Rings: The Fellowship Of The Ring, regia di Peter Jackson (2001)
- Il Signore degli Anelli - Le due torri (The Lord of the Rings: The Two Towers), regia di Peter Jackson (2002)
- Il Signore degli Anelli - Il ritorno del re (The Lord of the Rings: The Return of the King), regia di Peter Jackson (2003)
- Oceano di fuoco - Hidalgo (Frank T. Hopkins), regia di Joe Johnston (2004)
- A History of Violence, regia di David Cronenberg (2005)
- Il destino di un guerriero (Alatriste), regia di Agustín Díaz Yanes (2006)
- La promessa dell'assassino (Eastern Promises), regia di David Cronenberg (2007)
- Appaloosa, regia di Ed Harris (2008)
- Good - L'indifferenza del bene (Good), regia di Vicente Amorim (2008)
- The Road, regia di John Hillcoat (2009)
- A Dangerous Method, regia di David Cronenberg (2011)
- On the Road, regia di Walter Salles (2012)
- Todos tenemos un plan, regia di Ana Piterbarg (2012)
- I due volti di gennaio (The Two Faces of January), regia di Hossein Amini (2014)
- Jauja, regia di Lisandro Alonso (2014)
- Loin des hommes, regia di David Oelhoffen (2014)
- Captain Fantastic, regia di Matt Ross (2016)
- Green Book, regia di Peter Farrelly (2018)
- Darrylgorn, regia di Stephen Colbert - cortometraggio (2019)
- Falling - Storia di un padre (Falling), regia di Viggo Mortensen (2020)
- Tredici vite (Thirteen Lives), regia di Ron Howard (2022)
- Crimes of the Future, regia di David Cronenberg (2022)
- Eureka, regia di Lisandro Alonso (2023)
- The Dead Don't Hurt - I morti non soffrono (The Dead Don't Hurt), regia di Viggo Mortensen (2023)

### Televisione
- George Washington - miniserie TV (1984)
- Aspettando il domani (Search for Tomorrow) - soap opera, 1 puntata (1985)
- ABC Afterschool Specials - serie TV, 1 episodio (1985)
- Miami Vice - serie TV, episodio 3x19 (1987)
- Once in a Blue Moon, regia di Charley Lang - cortometraggio (1991)
- Vanishing Point, regia di Charles Robert Carner - film TV (1997)

### Produttore
- Todos tenemos un plan, regia di Ana Piterbarg (2012)
- Jauja, regia di Lisandro Alonso (2014)
- Falling - Storia di un padre, regia di Viggo Mortensen (2020)
- The Dead Don't Hurt, regia di Viggo Mortensen (2023)

### Regista e sceneggiatore
- Falling - Storia di un padre (2020)
- The Dead Don't Hurt (2023)

### Compositore
- The Dead Don't Hurt, regia di Viggo Mortensen (2023)

## Riconoscimenti
- Premio Oscar
  - 2008 – Candidatura per il Miglior attore protagonista per La promessa dell'assassino
  - 2017 – Candidatura per il Miglior attore protagonista per Captain Fantastic
  - 2019 – Candidatura per il Miglior attore protagonista per Green Book[32]

- Golden Globe
  - 2008 – Candidatura per il Miglior attore in un film drammatico per La promessa dell'assassino
  - 2012 – Candidatura per il Miglior attore non protagonista per A Dangerous Method
  - 2017 – Candidatura per il Miglior attore in un film drammatico per Captain Fantastic
  - 2019 – Candidatura per il Miglior attore in un film commedia o musicale per Green Book

- Premio BAFTA
  - 2008 – Candidatura per il Miglior attore protagonista per La promessa dell'assassino
  - 2017 – Candidatura per il Miglior attore protagonista per Captain Fantastic

- Screen Actors Guild Award
  - 2002 – Candidatura per il Miglior cast cinematografico per Il Signore degli Anelli – La Compagnia dell'Anello
  - 2003 – Candidatura per il Miglior cast cinematografico per Il Signore degli Anelli – Le due torri
  - 2004 – Miglior cast cinematografico per Il Signore degli Anelli – Il ritorno del re
  - 2008 – Candidatura per il Miglior attore protagonista per La promessa dell'assassino
  - 2017 – Candidatura per il Miglior cast cinematografico per Captain Fantastic
  - 2017 – Candidatura per il Miglior attore protagonista per Captain Fantastic
  - 2019 – Candidatura per il Miglior attore protagonista per Green Book

- British Independent Film Awards
  - 2007 – Miglior attore protagonista per La promessa dell'assassino

- Premio Goya
  - 2007 – Candidatura per il Miglior attore protagonista per Il destino di un guerriero

- Independent Spirit Awards
  - 2017 – Candidatura per il Miglior attore protagonista per Captain Fantastic

## Discografia
- Don't Tell Me What to Do – 1994
- One Less Thing to Worry About – 1997
- Recent Forgeries – 1998
- The Other Parade – 1999
- One Man's Meat – 1999
- Live at Beyond Baroque – 1999
- Pandemoniumfromamerica – 2003
- Live At Beyond Baroque II – 2004
- Please Tomorrow – 2004
- This, That, and The Other – 2004
- Intelligence Failure – 2005
- 3 Fools 4 April – 2006
- Time Waits for Everyone – 2007
- At All – 2008

## Doppiatori italiani
Nelle versioni in italiano dei suoi film, Viggo Mortensen è stato doppiato da:
- Pino Insegno ne Il Signore degli Anelli - La Compagnia dell'Anello, Il Signore degli Anelli - Le due torri, Il Signore degli Anelli - Il ritorno del re, Oceano di fuoco - Hidalgo, A History of Violence, Il destino di un guerriero, La promessa dell'assassino, Appaloosa, The Road, A Dangerous Method, On the Road, I due volti di gennaio, Captain Fantastic, Green Book, Falling - Storia di un padre, Tredici vite, Crimes of the Future, The Dead Don't Hurt - I morti non soffrono
- Simone Mori in Non aprite quella porta - Parte 3, 28 giorni
- Carlo Valli in Allarme rosso, Ritratto di signora
- Luca Ward in Daylight - Trappola nel tunnel, Delitto perfetto
- Renato Cortesi in Young Guns II - La leggenda di Billy the Kid
- Gianni Bersanetti in Riflessi sulla pelle
- Francesco Pannofino in Lupo solitario
- Claudio Capone in Young Americans
- Mino Caprio in Carlito's Way
- Marco Balzarotti in American Yakuza
- Angelo Nicotra in L'ultima profezia
- Antonio Sanna in Insoliti criminali
- Luca Biagini in Soldato Jane
- Massimo Rossi in Psycho
- Roberto Pedicini in A Walk on the Moon - Complice la luna
- Domenico Strati in Good - L'indifferenza del bene